# 城西镇 (海口市)
城西镇是中国海南省海口市龙华区下辖的一个镇。

## 行政区划
城西镇下辖仁里社区、府西社区、金盘社区、高坡村、丁村村、山高村、沙坡村、头铺村、苍西村、苍东村、大样村和薛村。

## 交通
- 城西站